# 比利亚韦利德
比利亚韦利德（西班牙語：Villavellid），是西班牙卡斯蒂利亚-莱昂巴利亚多利德省的一个市镇。总面积22平方公里，总人口72人（2001年），人口密度3人/平方公里。